# Irene Paredes
Irene Paredes Hernández (Legazpi, Gipuzkoa, 1991. július 4. –) spanyol válogatott labdarúgó, a Barcelona csapatának hátvédje. A spanyol válogatottal részt vett a 2019-es világbajnokságon.

## Pályafutása

### Klubcsapatban
13 évesen szülővárosában a helyi Ilintxa csapatánál kezdett foglalkozni a labdarúgással. Csapata egyik meghatározó játékosává vált az itt töltött évek alatt, amire felfigyelt a Zarautz, ahol már az országos területi bajnokságban bizonyithatott a továbbiakban.
Teljesítményére az élvonalban is felfigyeltek, és  egy évvel később már az első osztályú Real Sociedad vetett szemet rá. Paredes a san sebastián-i csapatnál sem vallott szégyent és három szezon után az Athletic Bilbaóhoz igazolt. Öt év alatt három ezüstérmet, egy bronzérmet és utolsó idényében bajnoki címet szerzett a baszk együttessel.
2016-ban szerződést írt alá a francia bajnokság egyik élcsapatához, a Paris Saint-Germainhez. A párizsiakkal a bajnokság harmadik helyén végeztek első idényében és indulhatott a Bajnokok Ligájában, ahol egészen a döntőig meneteltek csapatával, de az Olympique Lyon ellen vívott házidöntőt büntetőrúgásokkal veszítették el.

### A válogatottban
2009. április 23-án Finnország U17-es csapata ellen szerepelt első alkalommal a korosztályos válogatottban egy Európa-bajnoki selejtező mérkőzésen. A felnőttek között a 2011. november 20-i Románia elleni találkozó 87. percében lépett pályára először és azóta bérelt helye van a válogatott védelmében.
Részt vett a 2015-ös világbajnokságon, a 2019-es világbajnokság selejtezőin szerzett négy góljával pedig a Franciaországban rendezendő eseményre biztosította helyét a legjobbak közé.

#### Válogatott góljai
| #  | Dátum                | Helyszín                                         | Ellenfél   | Találat | Eredmény | Rendezvény                                       | Forrás |
| -- | -------------------- | ------------------------------------------------ | ---------- | ------- | -------- | ------------------------------------------------ | ------ |
| 1. | 2013. október 27.    | Ciudad Deportiva Collado Villalba, Spanyolország | Észtország | 6–0     | 6–0      | 2015-ös labdarúgó-világbajnokság-selejtező       | [ 6 ]  |
| 2. | 2016. szeptember 20. | Butarque, Leganés                                | Finnország | 2–0     | 5–0      | 2017-es női labdarúgó-Európa-bajnokság-selejtező | [ 7 ]  |
| 3. | 2016. szeptember 20. | Butarque, Leganés                                | Finnország | 3–0     | 5–0      | 2017-es női labdarúgó-Európa-bajnokság-selejtező | [ 7 ]  |
| 4. | 2017. október 23.    | Ramat Gan Stadion, Tel-Aviv                      | Izrael     | 0–1     | 0–6      | 2019-es labdarúgó-világbajnokság-selejtező       | [ 8 ]  |
| 5. | 2017. október 23.    | Ramat Gan Stadion, Tel-Aviv                      | Izrael     | 0–3     | 0–6      | 2019-es labdarúgó-világbajnokság-selejtező       | [ 8 ]  |
| 6. | 2017. november 28.   | Estadi de Son Moix, Palma                        | Ausztria   | 3–0     | 4–0      | 2019-es labdarúgó-világbajnokság-selejtező       | [ 8 ]  |
| 7. | 2018. március 5.     | AEK Arena - Georgios Karapatakis, Lárnaka        | Csehország | 1–0     | 2–0      | 2018-as Ciprus-kupa                              | [ 9 ]  |
| 8. | 2018. április 6.     | Telia 5G -areena, Helsinki                       | Finnország | 0–1     | 0–2      | 2019-es labdarúgó-világbajnokság-selejtező       | [ 10 ] |

## Sikerei, díjai

### Klub
Spanyol bajnok (2):
- Athletic Bilbao (1): 2015–16
- Barcelona (1): 2021–22

 Spanyol kupagyőztes (1):
- Barcelona (1): 2021

 Spanyol szuperkupa-győztes (1):
- Barcelona (1): 2022

 Francia kupagyőztes (1):
- Paris Saint-Germain (1): 2018

Bajnokok Ligája döntős (2):
- Paris Saint-Germain (1): 2016–17
- Barcelona (1): 2021–22

### Válogatott
Spanyolország
- Algarve-kupa győztes (1): 2017
- SheBelieves-kupa ezüstérmes (1): 2020[11]
- Ciprus-kupa győztes (1): 2018